# James Aldridge

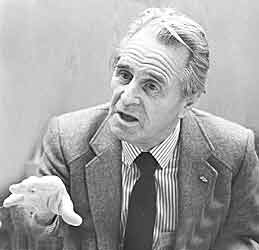
James Aldridge (1987)

James Aldridge (* 10. Juli 1918 in Swan Hill; † 23. Februar 2015 in London, Vereinigtes Königreich) war ein australischer Schriftsteller.
Aufgewachsen in Swan Hill in Victoria, zog er 1938 nach London und wurde Journalist. Bekannt sind jedoch insbesondere seine Romane für Jugendliche und Erwachsene, die häufig in der fiktiven australischen Stadt St. Helen spielen und in den 1930ern angesiedelt sind. Sein Roman Ride a Wild Pony wurde von Walt Disney verfilmt; aus My Brother Tom wurde eine Fernsehserie. Auch The True Story of Spit McPhee wurde verfilmt; außerdem gewann Aldridge mit diesem Buch 1986 den New South Wales Premier’s Literary Award und den Guardian Award. The True Story of Lilli Stubeck wurde 1985 CBCA Book of the Year. The True Story of Lola MacKellar und The Wings of Kitty St Clair sind die jüngsten Romane, die in St. Helen spielen. 2003 wurde The Girl from the Sea für das CBCA Book of the Year und für den New South Wales Literary Award nominiert.
James Aldridges Bücher wurden in 40 Sprachen übersetzt. Neben Romanen und Erzählungen schrieb er auch weiterhin nichtfiktionale Texte und arbeitete fürs Fernsehen. 1972 erhielt er von der Organisation of International Journalists eine Goldmedaille für seine journalistischen Arbeiten.
1972 wurde ihm der Internationale Lenin-Friedenspreis verliehen.